# Birra e patatine
Birra e patatine (Two Pints of Lager and a Packet of Crisps) è una sitcom inglese di discreto successo in patria prodotta dalla BBC e scritta da Susan Nickson. La serie, composta da 8 stagioni, è in onda dal 2001 (in Italia dal 2007 sul canale SKY Show). Ambientata nella cittadina di Runcorn, nel Cheshire, ruota intorno alle vite di cinque amici poco più che ventenni: Janet, Jonny, Gaz, Donna e Louise.

## Trama
Da alcuni la serie è considerata la versione britannica di Friends, non solo perché entrambe le sitcom parlano delle vicende di un gruppo di amici e dei loro rapporti reciproci, ma anche perché Janet, Jonny, Gaz, Donna e Louise si ritrovano spesso in un pub, l'Archer, dove tra una birra e un sacchetto di patatine, si confrontano e discutono delle loro bizzarre vicende.

## Personaggi principali
- Ralf Little: Jonny Keogh
- Sheridan Smith: Janet Keogh
- Will Mellor: Gaz Wilkinson
- Natalie Casey: Donna Wilkinson
- Kathryn Drysdale: Louise Brooks

## Curiosità
- Il titolo originale della serie è ispirato ad una canzone del 1980 Two Pints of Lager and a Packet of Crisps Please, della punk band inglese Splodgenessabounds.
- Runcorn, la cittadina industriale a poche miglia da Liverpool dove si svolge la serie, è stata spesso teatro di film e programmi televisivi britannici, tanto da meritarsi l'appellativo di Woollywood, termine che mescola il riferimento ad Hollywood col termine dialettale woollyback, che gli abitanti di Liverpool usano per descrivere gli abitanti dei sobborghi della grande città.